# El Más Buscado
El Más Buscado, conosciuto anche come Mexican Gangster: La Leyenda del Charro Misterioso è un film del 2014 diretto da José Manuel Cravioto.

## Trama
Il film narra la storia di Alfredo Ríos Galeana, come rapinatore di banche, mariachi e di come si è svolta la sua vita amorosa.